# Willard Saulsbury, Jr.
Willard Saulsbury, Jr. (Georgetown, 1861. április 17. – Wilmington, 1927. február 20.) az Amerikai Egyesült Államok szenátora (Delaware, 1913–1919).